# Lone
Matt Cutler, znany bardziej jako Lone – brytyjski muzyk elektroniczny, występujący solowo oraz w zespole Kids in Tracksuits.

## Dyskografia

### Albumy
- Everything Is Changing Colour (2007, vu-us)
- Lemurian (2008, Dealmaker Records)
- Ecstasy And Friends (2009, Werk Discs)
- Emerald Fantasy Tracks (2010, Magic Wire)
- Galaxy Garden (2012, R&S)

### Single & EPki
- Cluster Dreams (2009)
- "Joyreel"/"Sunset Teens" (2009)
- "Pineapple Crush"/"Angel Brain" (2010)
- "Once In a While"/"Raptured" (2010)
- Echolocations EP (2011)
- All Those Weird Things  (2011)
- Crystal Caverns 1991 (2012)